# Konstruktiver Ingenieurbau
| Dieser Artikel wurde auf der Qualitätssicherungsseite des WikiProjekts Planen und Bauen eingetragen. Dies geschieht, um die Qualität der Artikel aus den Themengebieten Bautechnik, Architektur und Planung auf ein akzeptables Niveau zu bringen. Dabei werden Artikel, die nicht maßgeblich verbessert werden können, möglicherweise in die allgemeine Löschdiskussion gegeben. Hilf mit, die inhaltlichen Mängel dieses Artikels zu beseitigen, und beteilige dich an der Diskussion! |

Der Konstruktive Ingenieurbau (KIB) beinhaltet begrifflich sämtliche Disziplinen des Bauingenieurwesens, die sich basierend auf der Festigkeitslehre und Statik mit der Konstruktion und Bemessung von Tragwerken als Grundlage zur Errichtung von Häusern, Hallen, Kirchen, Brücken, Türmen, Masten etc. befassen. Hierzu gehören vornehmlich Konstruktionen aus Beton, Stahl, Holz und allen weiteren tragend ausbildbaren Werkstoffen wie z. B. Glas, Naturstein, Ton etc.
Diese Werkstoffe und Werkstoffkombinationen, in den Grenzen ihrer Geometrie und spezifischen Werkstoffgesetze, ermöglichen es dem Ingenieur und dem Meister, in Verbindung mit der Statik als Teilgebiet der technischen Mechanik die Ausbildung unterschiedlichster ebener und räumlicher Tragstrukturen wie Stützen, Bögen, Balken, Platten und Schalen zu konstruieren, welche Belastungen aus Eigengewicht und anderen Einwirkungen (z. B. Gebrauchslasten, Erdbeben, Anprall-Lasten) im Rahmen der Bemessung schadensfrei aufnehmen, weiterleiten und an den Baugrund abgeben können.
Ein besonderes „Tragwerk“ stellt der Erdboden dar; er wird im Grundbau und in der Bodenmechanik thematisiert. 
Der Konstruktive Ingenieurbau wird von der eingeführten europäischen Normung in die folgenden Disziplinen unterteilt:
- Betonbau nach Eurocode EC 02 - DIN EN 1992
- Stahlbau nach Eurocode EC 03 - DIN EN 1993
- Verbundbau nach Eurocode EC 04 - DIN EN 1994
- Holzbau nach Eurocode EC 05 - DIN EN 1995
- Mauerwerksbau nach Eurocode EC 06 - DIN EN 1996
- Grundbau nach Eurocode EC 07 - DIN EN 1997

In der Summe liegen dem Bauingenieur mit den Eurocodes EC 00 bis EC 09 über 5.000 Seiten an teils sehr klein bedrucktem Papier vor, deren Abhängigkeiten und Verknüpfungen noch vielerlei Arbeit erfordern werden und die bislang oft um nationale Ergänzungen erweitert worden sind, um für bestehende nationale Normen hinsichtlich Unverträglichkeiten mit den Eurocodes oder wegen des Bedarfs an Verbesserungen eine Anpassung zu erreichen.   